# 地方裁判所 (日本)
地方裁判所（日语：／ Chihō saibansho */?）亦縮寫為地裁，日本的地方法院，通常做為司法案件第一審法院。

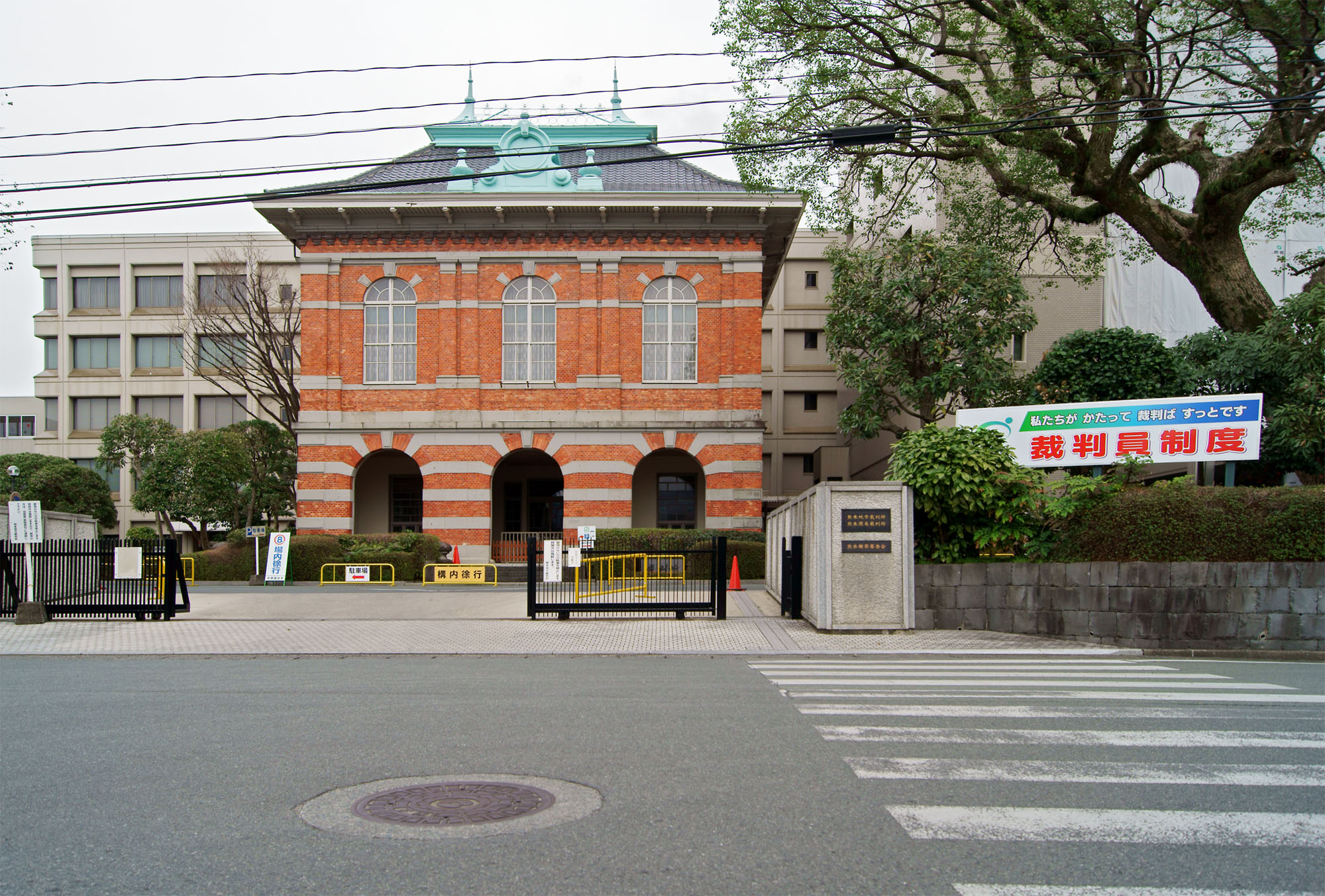
熊本地方裁判所

## 描述
地方裁判所原則上為進行第一審訴訟的法院，然而對於由簡易裁判所上訴的民事訴訟而言為第二審法院，此外地方裁判所亦負則各種令狀相關手續的執行。該裁判所分為民事部和刑事部，分別負責民事訴訟和刑事訴訟。總務課下轄負責司法行政權的事務局。此外民事部與刑事部分成單一法官的單獨審系統和三位合議法官的合議審系統（〈裁判所法˙第二十六條〉），單獨審系統由裁判所支部自行負責，而合議審系統則由大量裁判所支部及裁判所本廳共同負責。
地方裁判所於各都道府縣廳所在地及函館市、旭川市和釧路市共設有50所本廳並於全日本設有203所支部，全國本廳和支部總計超過253所。其中包括支部在內各地方裁判所皆擁有該轄區之司法管轄權，但是在重大事件下可以將其更改為地方裁判所本廳負責。關於與專利權、實用新型專利權、回路配置利用權和軟體著作權有關的民事案件，則東京地方裁判所及大阪地方裁判所可分別擁有福井縣、岐阜縣、三重縣以東地區和京都府、滋賀縣、奈良縣、和歌山縣以西地區的專屬管轄權；並且商標權、外觀設計權和著作權等民事案件，在規定的轄區之外亦可於東京地方裁判所和大阪地方裁判所進行訴訟。
地方裁判所除了狹義的“審判”外，亦執行與《會社更生法》、《民事再生法》和破產有關之程序。

## 旁聽
原則上刑事訴訟的程序和民事訴訟的口頭辯論皆向公眾開放旁聽，任何希望旁聽的人都可以參與。但是某些情況下會進行限制，如性犯罪，主要為保護受害者的隱私。在審訊中為了保持法庭寧靜，最好於審判開始前就座於聽證席上，並且不要在中途離開法庭，但是由於非明文規定禁止，因此在不可避免的情況下不受此限制；另外如果預計該案件由於為群眾所關注之大事件而將引起大量聽眾的湧入，則可以使用先到先得或通過抽籤等方式發放旁聽票。
在日本以下為公認的旁聽要求：
- 未經允許請勿攜帶相機或錄像機。
- 需要以謙虛及嚴肅的態度參加旁聽。
- 穿著正式衣服，以及嚴禁喧嘩及鼓掌。
- 需將手機及行動裝置關閉或開啟靜音模式。
- 未經許可嚴禁佩戴襷、袖章、一字巾和識別巾等。
- 遵循裁判長的命令和裁判所職員的指示，包括站立。

## 地方裁判所列表
原則上裁判員制度僅使用於地方裁判所本廳，然而下列十個為粗字體支部亦使用裁判員制度。

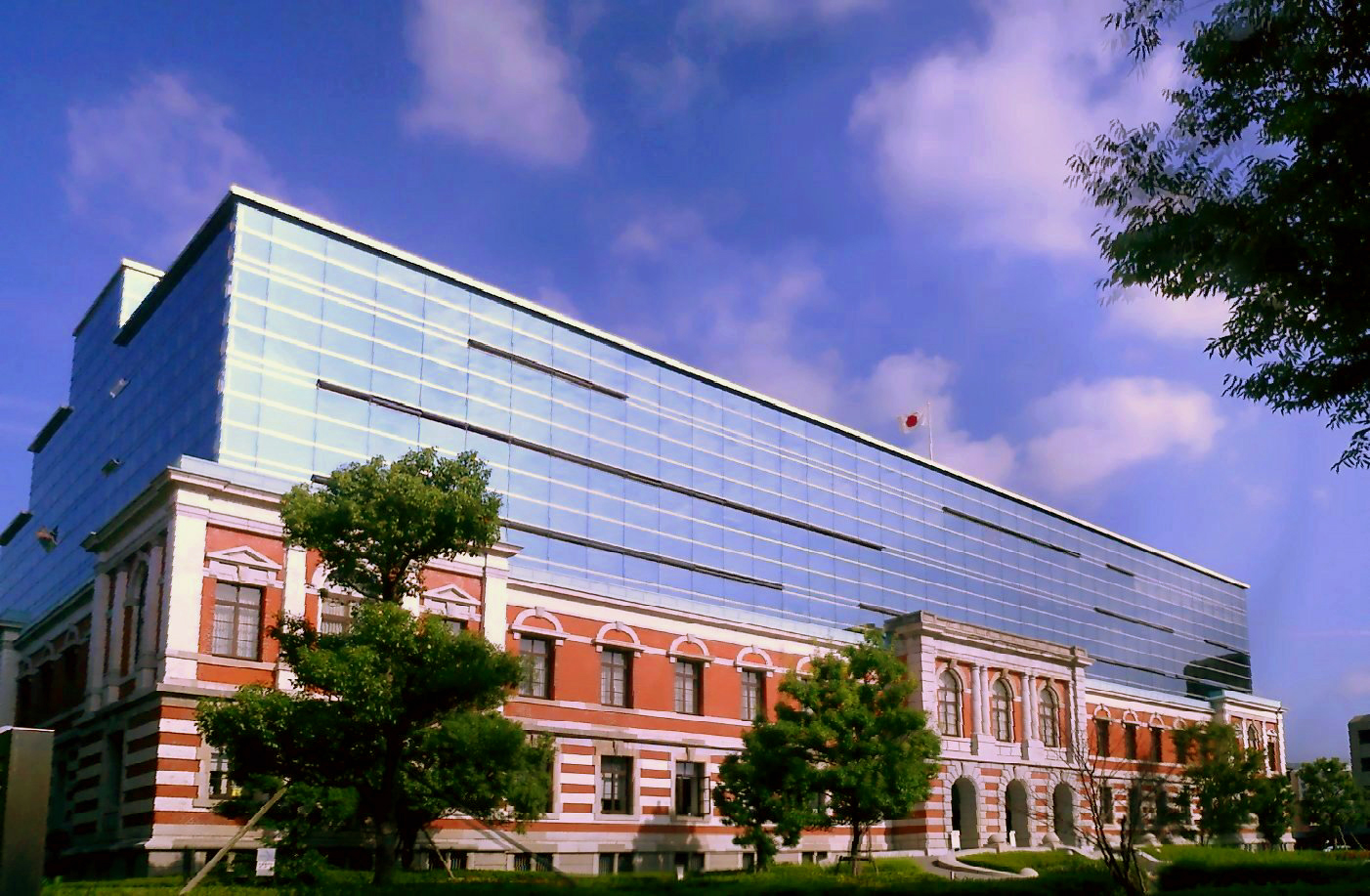
神戶地方裁判所
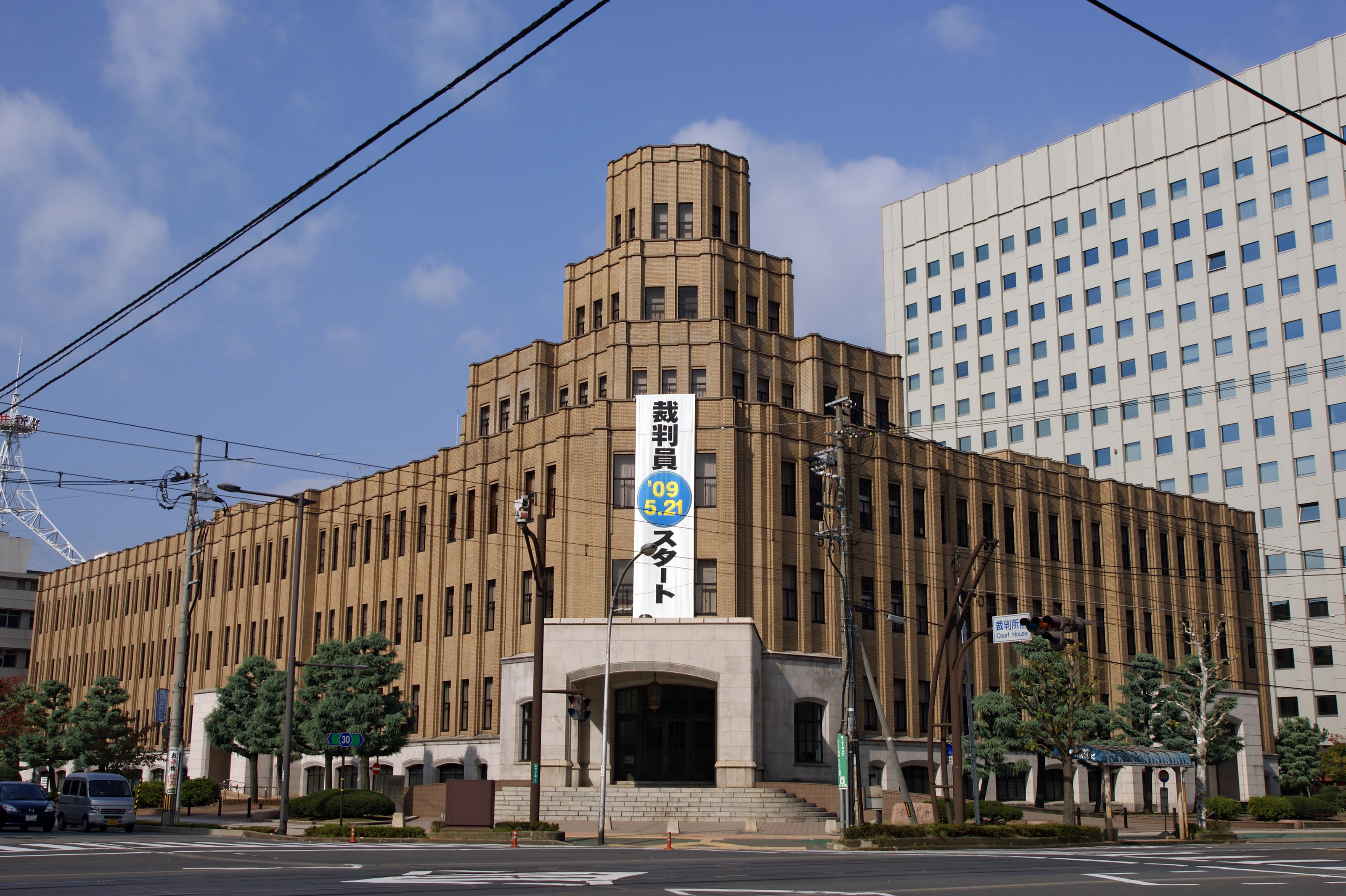
福井地方裁判所
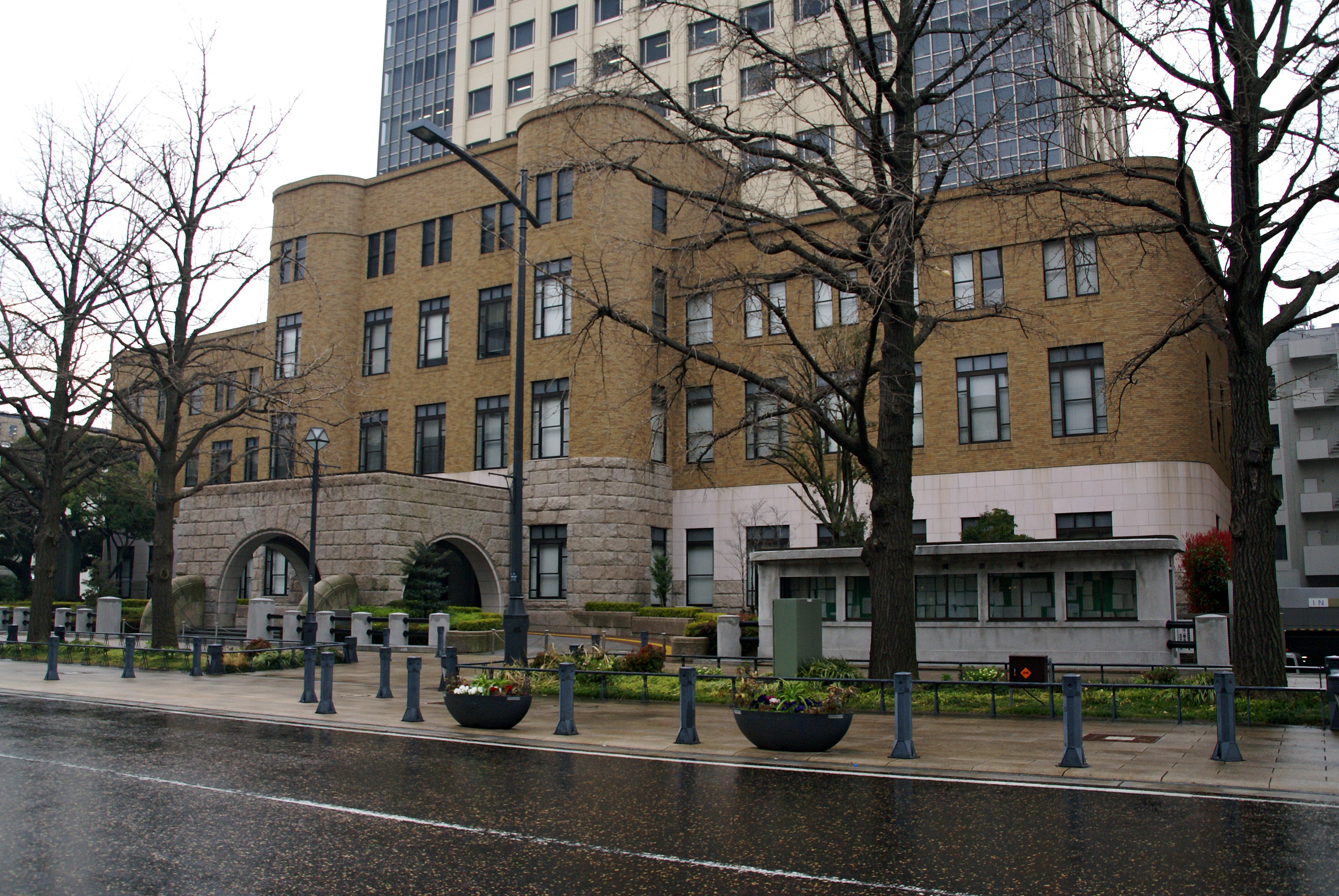
横濱地方裁判所
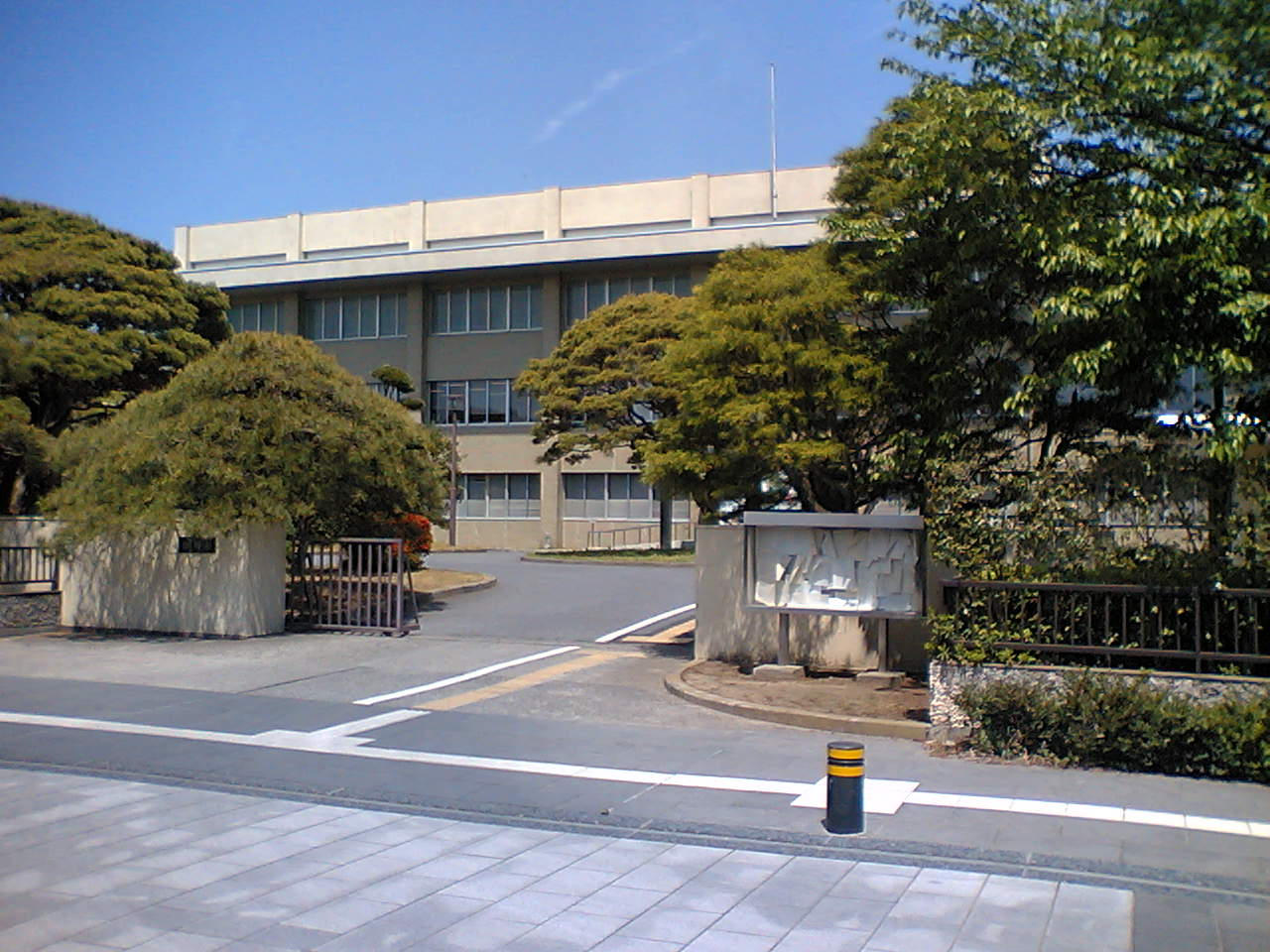
水戶地方裁判所土浦支部
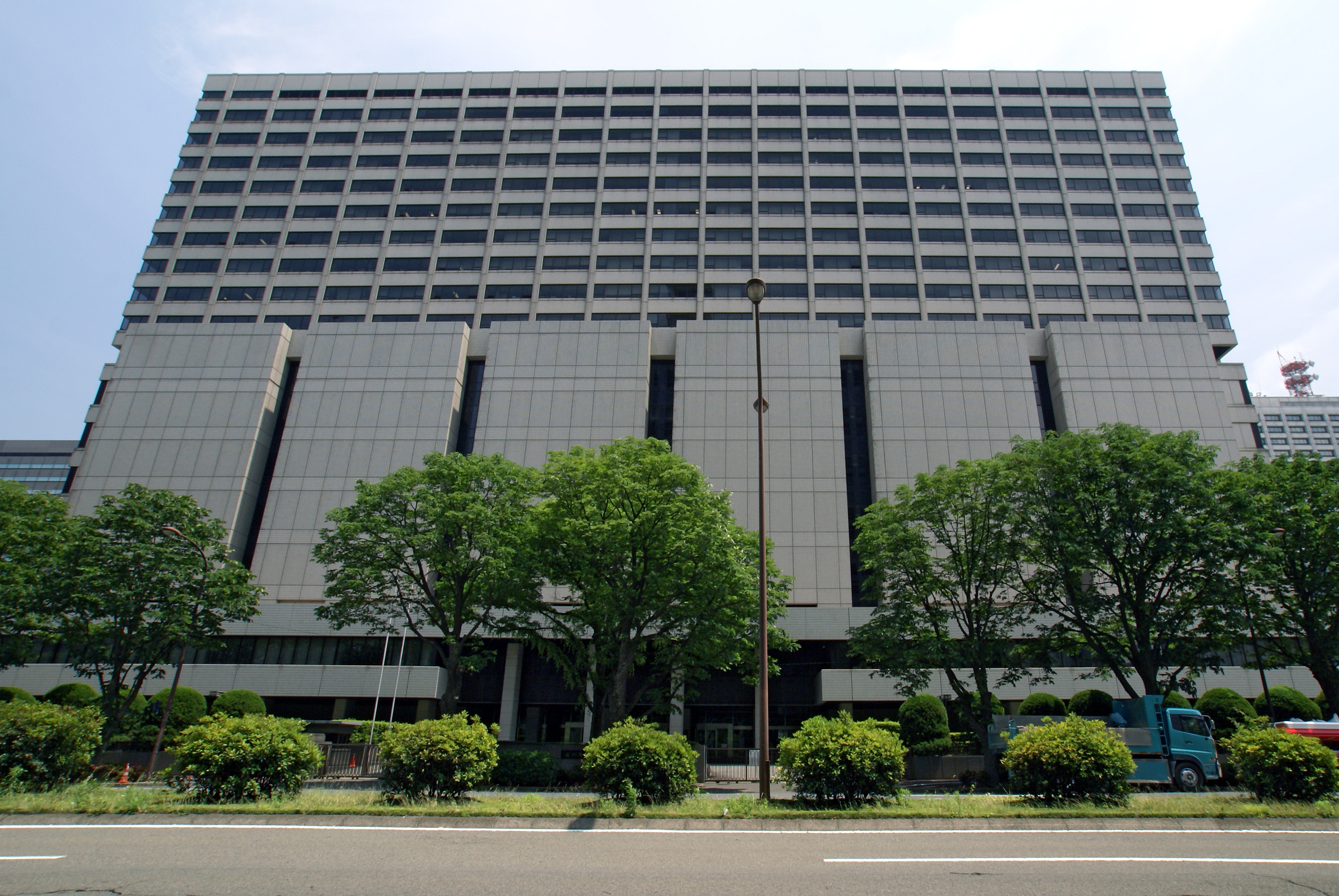
東京地方裁判所

北海道
- 札幌地方裁判所：岩見澤支部、室蘭支部、小樽支部、瀧川支部、浦河支部、岩内支部、苫小牧支部
- 函館地方裁判所：江差支部
- 旭川地方裁判所：名寄支部、紋別支部、留萌支部、稚内支部
- 釧路地方裁判所：帶廣支部、網走支部、北見支部、根室支部

青森縣
- 青森地方裁判所：弘前支部、八戶支部、五所川原支部、十和田支部

岩手縣
- 盛岡地方裁判所：花卷支部、二戶支部、遠野支部、宮古支部、一關支部、水澤支部

宮城縣
- 仙臺地方裁判所：大河原支部、古川支部、石卷支部、登米支部、氣仙沼支部

秋田縣
- 秋田地方裁判所：能代支部、本莊支部、大館支部、橫手支部、大曲支部

山形縣
- 山形地方裁判所：新庄支部、米澤支部、鶴岡支部、酒田支部

福島縣
- 福島地方裁判所：相馬支部、郡山支部、白河支部、會津若松支部、磐城支部

茨城縣
- 水戶地方裁判所：土浦支部、下妻支部、日立支部、龍崎支部、麻生支部

栃木縣
- 宇都宮地方裁判所：真岡支部、大田原支部、栃木支部、足利支部

群馬縣
- 前橋地方裁判所：高崎支部、桐生支部、太田支部、沼田支部

埼玉縣
- 埼玉地方裁判所：越谷支部、川越支部、熊谷支部、秩父支部

千葉縣
- 千葉地方裁判所：佐倉支部、一宮支部、松戶支部、木更津支部、館山支部、八日市場支部、佐原支部

東京都
- 東京地方裁判所：立川支部

神奈川縣
- 橫濱地方裁判所：川崎支部、相模原支部、橫須賀支部、小田原支部

新潟縣
- 新潟地方裁判所：三條支部、新發田支部、長岡支部、高田支部、佐渡支部

富山縣
- 富山地方裁判所：魚津支部、高岡支部

石川縣
- 金澤地方裁判所：小松支部、七尾支部、輪島支部

福井縣
- 福井地方裁判所：武生支部、敦賀支部

山梨縣
- 甲府地方裁判所：都留支部

長野縣
- 長野地方裁判所：上田支部、佐久支部、松本支部、諏訪支部、飯田支部、伊那支部

岐阜縣
- 岐阜地方裁判所：大垣支部、高山支部、多治見支部、御嵩支部

靜岡縣
- 靜岡地方裁判所：沼津支部、富士支部、下田支部、濱松支部、掛川支部

愛知縣
- 名古屋地方裁判所：岡崎支部、豐橋支部、一宮支部、半田支部

三重縣
- 津地方裁判所：松阪支部、伊賀支部、四日市支部、伊勢支部、熊野支部

滋賀縣
- 大津地方裁判所：彥根支部、長濱支部

京都府
- 京都地方裁判所：園部支部、宮津支部、舞鶴支部、福知山支部

大阪府
- 大阪地方裁判所：堺支部、岸和田支部

兵庫縣
- 神戶地方裁判所：伊丹支部、尼崎支部、明石支部、柏原支部、姬路支部、社支部、龍野支部、豐岡支部、洲本支部

奈良縣
- 奈良地方裁判所：葛城支部、五條支部

和歌山縣
- 和歌山地方裁判所：田邊支部、御坊支部、新宮支部

鳥取縣
- 鳥取地方裁判所：倉吉支部、米子支部

島根縣
- 松江地方裁判所：出雲支部、濱田支部、益田支部、西鄉支部

岡山縣
- 岡山地方裁判所：倉敷支部、新見支部、津山支部

廣島縣
- 廣島地方裁判所：吳支部、尾道支部、福山支部、三次支部

山口縣
- 山口地方裁判所：周南支部、萩支部、岩國支部、下關支部、宇部支部

德島縣
- 德島地方裁判所：阿南支部、美馬支部

香川縣
- 高松地方裁判所：丸龜支部、觀音寺支部

愛媛縣
- 松山地方裁判所：大洲支部、西條支部、今治支部、宇和島支部

高知縣
- 高知地方裁判所：須崎支部、安藝支部、中村支部

福岡縣
- 福岡地方裁判所：飯塚支部、直方支部、久留米支部、柳川支部、大牟田支部、八女支部、小倉支部、行橋支部、田川支部

佐賀縣
- 佐賀地方裁判所：武雄支部、唐津支部

長崎縣
- 長崎地方裁判所：大村支部、島原支部、佐世保支部、平戶支部、壹岐支部、五島支部、巖原支部

熊本縣
- 熊本地方裁判所：玉名支部、山鹿支部、阿蘇支部、八代支部、人吉支部、天草支部

大分縣
- 大分地方裁判所：杵築支部、佐伯支部、竹田支部、中津支部、日田支部

宮崎縣
- 宮崎地方裁判所：日南支部、都城支部、延岡支部

鹿兒島縣
- 鹿兒島地方裁判所：名瀨支部、加治木支部、知覽支部、川內支部、鹿屋支部

沖繩縣
- 那覇地方裁判所：沖繩支部、名護支部、平良支部、石垣支部

## 外部連結
- 日本法院官网 （页面存档备份，存于）

## 註解
1. ↑  中文之破產對應為日語之倒產